# Hemmingford (canton)
Pour les articles homonymes, voir Hemmingford.
Ne doit pas être confondu avec la municipalité de canton de Hemmingford.
Hemmingford est un canton québécois situé dans la municipalité régionale de comté des Jardins-de-Napierville dans la région administrative de la Montérégie et créé le 18 mars 1799 par proclamation publiée dans la Gazette officielle du Québec. La municipalité de canton de Hemmingford et la municipalité de village de Hemmingford ont été établies dans cette ancienne division territoriale.

## Toponymie
Son nom rappelle une localité d'Angleterre.

## Géographie
Le canton se trouve à 45° 03′ N, 73° 35′ O. Sa superficie est de 23 715 hectares.

## Note et référence
1. ↑  «Hemmingford», Topos sur le Web, La Banque de noms de lieu du Québec, Québec, Commission de toponymie du Québec